# Dyveke Helsted
Dyveke Helsted (født 30. januar 1919 i København, død 5. januar 2005) var en dansk museumsdirektør.
Dyveke Helsted blev student i 1938 fra N. Zahles Skole, hvorefter hun studerede kunsthistorie ved Københavns Universitet og blev mag.art. i 1951. I 1954 blev hun inspektør på Thorvaldsens Museum, og perioden 1963-89 var hun museets direktør. Op igennem 1970’erne lavede Helsted altid til Thorvaldsens Museums særudstillinger grundige og udførlige kataloger på høj niveau.

## Hæder
- 1959 og 1992, Carl Jacobsens Museumsmandslegat,
- 1967, Ingrid Jespersens Legat,
- 1967, G.E.C. Gads Fonds pris,
- 1991, Tagea Brandts Rejselegat
- 1968 ridder af Dannebrogordenen og 1978 ridder af 1. grad.